# آرام‌اس امپراتور استرالیا (۱۹۱۹)
آرام‌اس امپراتور استرالیا (۱۹۱۹) (به انگلیسی: RMS Empress of Australia (1919)) یک کشتی است که طول آن ۱۸۷٫۴۵ متر (۶۱۵٫۰ فوت) می‌باشد. این کشتی در سال ۱۹۱۳ ساخته شد.